# Departamento de Cushamen
Departamento de Cushamen är en kommun i Argentina.   Den ligger i provinsen Chubut, i den sydvästra delen av landet, 1 400 km sydväst om huvudstaden Buenos Aires. Antalet invånare är 17 134.
Omgivningarna runt Departamento de Cushamen är i huvudsak ett öppet busklandskap. Trakten runt Departamento de Cushamen är nära nog obefolkad, med mindre än två invånare per kvadratkilometer.